# Louise av Orléans
Marie Louise av Orléans, född 3 april 1812 i Palermo, Sicilien, död 11 oktober 1850 i Oostende, Belgien, var en belgisk drottning, gift med kung Leopold I av Belgien.  Hon var Belgiens första drottning. Hon beskrivs som blyg och tillbakadragen och visade sig sällan offentligt, men agerade ändå politisk rådgivare till sin make. Hennes efterlämnade korrespondens har publicerats och ger en värdefull inblick i det dåtida belgiska hovet. 

## Biografi

### Tidigt liv
Louise var dotter till kung Ludvig Filip I av Frankrike och Maria Amalia av Bägge Sicilierna. Hon föddes i Palermo på Sicilien, men bosatte sig med föräldrarna i Palais-Royal i Paris i Frankrike efter Napoleon I:s fall 1814, då hon var två år gammal. Hon ska ha fått en lycklig barndom i en stor familj med många syskon. Hon fick en bred liberal utbildning och lärde sig bland annat att tala engelska, tyska och italienska, och visade måttlig talang i konst. Hon fick också en strikt religiös uppfostran av sin faster. 
Hennes far blev Frankrikes kung efter julirevolutionen 1830, när hon var arton år. Hennes status förändrades därmed radikalt. Från att ha varit medlem av en gren av kungahuset, blev hon nu äldsta dotter till en kung, och därmed föremål för den dynastiska äktenskapsmarknaden. 

### Äktenskap
Louise gifte sig 9 augusti 1832 med Leopold på slottet i Compiègne. Vigseln skedde enligt både romersk-katolsk och kalvinistisk ceremoni. Äktenskapet arrangerades mot hennes vilja. Ett äktenskap mellan Marie Louise och Leopold hade föreslagits redan innan Leopold hade valts till Belgiens kung, då han fortfarande föreslogs i valet till kung i Grekland, men det hade då avvisats av Louises mor, som fruktade att hennes dotter skulle tvingas konvertera till den ortodoxa tron. När Leopold sedan valdes till det självständiga Belgiens första kung framför Marie Louises bror Louis av Orleans, hertig av Nemours, återupptogs nu äktenskapsförslaget. Louises mor ogillade nu förslaget därför att Leopold, även om han blivit kung för ett katolskt land, personligen var protestant. Men äktenskapet ansågs politiskt lämpligt. Både Leopold och hennes far var nya monarker för nya kungahus, och kunde förvänta sig svårigheter att gifta in sig i etablerade kungahus. 
Relationen mellan Marie Louise och Leopold beskrivs som lycklig. Louise var initialt mycket olycklig över att tvingas ingå ett arrangerat äktenskap och lämna sitt hemland och sin familj. Leopold I var dock noga med att redan från början behandla Marie Louise med hänsyn och respekt, något hon uppskattade och gjorde att hon började betrakta honom som en vän. Hon noteras ha underhållit Leopold genom högläsning av Stendhal, Chateaubriand, Byron och Shakespeare, och ska ha levt ett stilla familjeliv som idealbilden av en "trogen hustru och mor".  
Hennes barnfödslar säkrade den nya belgiska dynastin, men försämrade ytterligare en redan från början dålig hälsa. Hon fick av Leopold ansvaret för barnens uppfostran, som beskrivs som avsiktligt spartansk. 
Efter födseln av kungaparets sista barn 1840 brukade Leopold och Louise alltmer semestra på var sitt håll: hon i Oostende och han i Ardennerna. Leopold hade från 1844 ett förhållande med Arcadie Claret, som installerades i Bryssel nära slottet och med vilken han fick två barn. Förhållandet mellan Leopold och hans älskarinna, i kombination med drottningens allt sämre hälsa, gjorde att allmänhetens sympati tillföll Louise, och att älskarinnans vagn utsattes för smutskastning på gatan.

### Drottning
Louise beskrivs som blyg och tillbakadragen och med bräcklig hälsa. Hon var djupt troende katolik, hade en nära relation till sin privata kaplan Pierre de Coninck, och uttryckte i sina brev avståndstagande till dödsstraffet på religiös grund. 
Belgien var ett land som nyligen blivit en självständig monarki och hade ingen tradition kring vad en drottnings roll skulle vara. Kungaparet bosatte sig i slottet Laeken, och Louise tilldelades fyra hovdamer (en Dame d'honneur och tre Dame du Palais) till sällskap: grevinnan Louise-Jeanne de Thezan du Poujol de Merode, baronessan Caroline du Mas Goswin de Stassart, baronessan Caroline de Wal Masbourg Emmanuel d'Hooghvorst och grevinnan Zoé Vilain. 
Leopold I skapade ingen större offentlig roll för Louise som drottning. Louise var blyg i offentliga sammanhang och föredrog att leva ett stilla familjeliv, och Leopold ansåg att representation gav större effekt om den användes sparsamt. Louise syntes därför sällan till offentligt. Hon tillbringade sina vardagar ensam, fokusera på barnuppfostran, religionsutövning och brevväxlingen med sin familj i Paris. Hon träffade nästan enbart de människor som bjöds in att närvara på slottets officiella middagar mottagningar om kvällen. Under de första åren bestod gästerna mest av brittiska gäster, då den belgiska adeln länge var anhängare av familjen Oranien. 
Hon tilläts så småningom att göra egna små resor inom Belgien, och började då uppskatta att lämna hovet för att besöka särskilt flamländska kuststäder som Antwerpen och Oostende, där hon ägnade sig åt att ta ridturer, bada i havet och promenera längs stranden och plocka snäckor. Utlandsresor fick hon sällan tillstånd att göra: Leopold vägrade ta med henne till prinsessan Viktorias dop i London 1841 trots att hon ville följa med, och han tog henne därför med på ett besök hos hennes föräldrar i Frankrike samma vår. I augusti 1843 närvarade hon vid statsbesöket i Brühl, där hon mötte drottning Viktoria, som hon ska ha tyckt bra om och sedan brevväxlat med. Hon firade sin födelsedag som gäst hos drottning Viktoria på Buckingham Palace våren 1844, och följde med på ett nytt statsbesök i London 1847. 
Trots att Louise utåt var en blyg och tillbakadragen person som sällan syntes till offentligt, visar hennes brev en person med stark vilja och många åsikter. Hennes korrespondens visar ett brett engagemang för politiska frågor. Hon beskrev belgarna och Belgien med en viss ironi som hennes far varnade henne för. Hennes intresse för politik var känt och i den samtida tyska pressen påstods att Belgiens drottningen ”engagerar sig extremt i politiska frågor och att man klagar över det i Bryssel". Leopold ska så småningom ha frågat henne om råd i politiska frågor, och hon ska ha gett honom en diskret men effektiv hjälp i diplomatiska sammanhang. Leopold fick till slut ett så stort förtroende för Louise att han föreslog regeringen att hon skulle få tjänstgöra som hans ställföreträdande regent under hans frånvaro då han reste utomlands: förslaget möttes dock med så kraftiga och enhälliga protester att han tvingades avstå planerna. 
Hon engagerade sig också för familjepolitik, vilket inte mötte samma motstånd. Hon arrangerade 1837 sin syster Maries äktenskap, hjälpte också till att arrangera sin bror hertigen av Aumales giftermål, och agerade även mellanhand för sin bror François, då han gifte sig 1843. Hon engagerade sig också 1846 i de så kallade "Spanska äktenskapen", en stor diplomatisk fråga just då, som gällde den spanska drottningen och hennes systers giftermål: Louise hjälpte till att se till att Louise av Spanien gifte sig med hennes egen bror Antoine, vilket beskrivs som en triumf. 
Louise utförde en del välgörenhet. Hon gav bidrag till offentliga inrättningar, välgörenhetsföreningar och hem för handikappade, betalade hyran för fattiga familjer och gav penninggåvor till nödställda. Hon stödde också spetsmakaryrket, ett yrke som höll på att försvinna men återupplivades tack vare hennes stöd för en skola som lärde ut spetsmakeri. Hennes hovdam grevinnan de Merode informerade henne varje morgon om fattiga familjer, som Louise sedan besökte och gav penninggåvor: hon lånade pengar av sina hovdamer för detta, något hon inte berättade för sin make. Hon fick ansökningar om bidrag även från Frankrike, och biföll dem ofta sedan sekreteraren undersökt att de verkligen var fattiga. 
Hon fick en del sympati i Belgien då hennes far avsattes efter februarirevolutionen 1848. Hon besökte sina föräldrar i deras exil i England i oktober 1848. Februarirevolutionen skapade samtidigt en större popularitet för monarkin i Belgien, och kungaparet hyllades då de tillsammans gjorde en rundtur kring landets provinser. 
Hennes hälsa försämrades alltmer under hennes sista år. Hon insjuknade i september 1850 och flyttade då till Oostende i hopp om att kustklimatet skulle vara bättre för henne. Louise avled i oktober, troligen i tuberkulos, i Oostende. 

## Barn
- Louis-Philippe Leopold Victor Ernst, född 24 juli 1833, avled 16 maj följande år.
- Leopold II av Belgien född 1835, död 1909
- Philip av Flandern född 1837, död 1905
- Charlotte av Belgien född 1840, död 1927; gift med Maximilian av Österrike, kejsare av Mexiko.

## Anfäder
|                           |  |  |  |  |  |  |  |                                     |  |  |  |  |  |  |  |                                           |  |  |  |  |  |  |  | Ludvig Filip av Bourbon-Orléans den äldre         |
|                           |  |  |  |  |  |  |  |                                     |  |  |  |  |  |  |  |                                           |  |  |  |  |  |  |  |                                                   |
|                           |  |  |  |  |  |  |  |                                     |  |  |  |  |  |  |  | Ludvig Filip av Bourbon-Orléans den yngre |  |  |  |  |  |  |  |                                                   |
|                           |  |  |  |  |  |  |  |                                     |  |  |  |  |  |  |  |                                           |  |  |  |  |  |  |  |                                                   |
|                           |  |  |  |  |  |  |  |                                     |  |  |  |  |  |  |  |                                           |  |  |  |  |  |  |  | Louise Henriette av Bourbon                       |
|                           |  |  |  |  |  |  |  |                                     |  |  |  |  |  |  |  |                                           |  |  |  |  |  |  |  |                                                   |
|                           |  |  |  |  |  |  |  | Ludvig Filip I, Fransmännens kung   |  |  |  |  |  |  |  |                                           |  |  |  |  |  |  |  |                                                   |
|                           |  |  |  |  |  |  |  |                                     |  |  |  |  |  |  |  |                                           |  |  |  |  |  |  |  |                                                   |
|                           |  |  |  |  |  |  |  |                                     |  |  |  |  |  |  |  |                                           |  |  |  |  |  |  |  | Louis-Jean-Marie de Bourbon, hertig de Penthièvre |
|                           |  |  |  |  |  |  |  |                                     |  |  |  |  |  |  |  |                                           |  |  |  |  |  |  |  |                                                   |
|                           |  |  |  |  |  |  |  |                                     |  |  |  |  |  |  |  | Louise Marie Adelaide av Bourbon          |  |  |  |  |  |  |  |                                                   |
|                           |  |  |  |  |  |  |  |                                     |  |  |  |  |  |  |  |                                           |  |  |  |  |  |  |  |                                                   |
|                           |  |  |  |  |  |  |  |                                     |  |  |  |  |  |  |  |                                           |  |  |  |  |  |  |  | Maria Teresa av Modena                            |
|                           |  |  |  |  |  |  |  |                                     |  |  |  |  |  |  |  |                                           |  |  |  |  |  |  |  |                                                   |
| Marie Louise av Frankrike |  |  |  |  |  |  |  |                                     |  |  |  |  |  |  |  |                                           |  |  |  |  |  |  |  |                                                   |
|                           |  |  |  |  |  |  |  |                                     |  |  |  |  |  |  |  |                                           |  |  |  |  |  |  |  | Kung Karl III av Spanien                          |
|                           |  |  |  |  |  |  |  |                                     |  |  |  |  |  |  |  |                                           |  |  |  |  |  |  |  |                                                   |
|                           |  |  |  |  |  |  |  |                                     |  |  |  |  |  |  |  | Kung Ferdinand I av Bägge Sicilierna      |  |  |  |  |  |  |  |                                                   |
|                           |  |  |  |  |  |  |  |                                     |  |  |  |  |  |  |  |                                           |  |  |  |  |  |  |  |                                                   |
|                           |  |  |  |  |  |  |  |                                     |  |  |  |  |  |  |  |                                           |  |  |  |  |  |  |  | Maria Amalia av Sachsen                           |
|                           |  |  |  |  |  |  |  |                                     |  |  |  |  |  |  |  |                                           |  |  |  |  |  |  |  |                                                   |
|                           |  |  |  |  |  |  |  | Maria Amalia av Neapel och Sicilien |  |  |  |  |  |  |  |                                           |  |  |  |  |  |  |  |                                                   |
|                           |  |  |  |  |  |  |  |                                     |  |  |  |  |  |  |  |                                           |  |  |  |  |  |  |  |                                                   |
|                           |  |  |  |  |  |  |  |                                     |  |  |  |  |  |  |  |                                           |  |  |  |  |  |  |  | Frans I, tysk-romersk kejsare                     |
|                           |  |  |  |  |  |  |  |                                     |  |  |  |  |  |  |  |                                           |  |  |  |  |  |  |  |                                                   |
|                           |  |  |  |  |  |  |  |                                     |  |  |  |  |  |  |  | Maria Karolina av Österrike               |  |  |  |  |  |  |  |                                                   |
|                           |  |  |  |  |  |  |  |                                     |  |  |  |  |  |  |  |                                           |  |  |  |  |  |  |  |                                                   |
|                           |  |  |  |  |  |  |  |                                     |  |  |  |  |  |  |  |                                           |  |  |  |  |  |  |  | Maria Teresia av Österrike                        |
|                           |  |  |  |  |  |  |  |                                     |  |  |  |  |  |  |  |                                           |  |  |  |  |  |  |  |                                                   |